# Luc Mbassi
Luc Mbassi (Yaundé, 1957-ibídem, 8 de octubre de 2016) fue un futbolista camerunés que jugaba en la demarcación de lateral derecho.

## Selección nacional
Jugó un total de siete partidos con la selección de fútbol de Camerún. Hizo su debut el 14 de agosto de 1983 en un encuentro de la Copa Africana de Naciones 1984 contra Sudán en la segunda ronda del torneo, ganando por 5-0. Además de jugar tres partidos de la Copa Africana, también formó parte del elenco que disputó los Juegos Olímpicos de Los Ángeles 1984, donde disputó otros tres partidos. Su séptimo y último encuentro con la camiseta de Camerún lo disputó el 4 de octubre de 1984 en un partido amistoso contra Corea del Sur que finalizó con un marcador de 5-0 a favor del equipo surcoreano tras los goles de Park Chang-Sun, Byun Byung-Joo y tres tantos de Choi Sang-Kook.

### Participaciones internacionales
| Copa Africana de Naciones            | Sede            | Resultado      | Partidos | Goles |
| ------------------------------------ | --------------- | -------------- | -------- | ----- |
| Copa Africana de Naciones 1984       | Costa de Marfil | Campeón        | 3        | 0     |
| Juegos Olímpicos                     | Sede            | Resultado      | Partidos | Goles |
| Juegos Olímpicos de Los Ángeles 1984 | Estados Unidos  | Fase de grupos | 3        | 0     |

## Clubes
| Club             | País    | Año         |
| ---------------- | ------- | ----------- |
| Tonnerre Yaoundé | Camerún | 1982 - 1990 |

## Palmarés

### Campeonatos internacionales
| Título                    | Club                           | País    | Año  |
| ------------------------- | ------------------------------ | ------- | ---- |
| Copa Africana de Naciones | Selección de fútbol de Camerún | Camerún | 1984 |